# گمینا سوراژ
گمینا سوراژ (به لهستانی:  Gmina Suraż) یک گمینا در لهستان است که در شهرستان بیاوستوک واقع شده‌است. گمینا سوراژ ۷۶٫۶ کیلومتر مربع مساحت و ۲٬۰۳۸ نفر جمعیت دارد.